# جانی الامو
جانی الامو (انگلیسی: Jony Álamo؛ زادهٔ ۲۵ سپتامبر ۲۰۰۱) بازیکن فوتبال است.
از باشگاه‌هایی که در آن بازی کرده‌است می‌توان به باشگاه فوتبال الچه اشاره کرد.